# Scooby-Doo et le Sabre du samouraï
Série
Scooby-Doo et la Créature des ténèbres
(2008) Scooby-Doo : Abracadabra
(2010)
Pour plus de détails, voir Fiche technique et Distribution.
Scooby-Doo et le Sabre du samouraï (Scooby-Doo! and the Samurai Sword) est un film d'animation américain réalisé par Christopher Berkeley, sorti directement en vidéo en 2009.
Il s'agit du treizième métrage de la série Scooby-Doo publiée par Warner Home Video. C'est le dernier film où le Scooby-Gang a son style vestimentaire issu de la série Quoi d'neuf Scooby-Doo ?.
Dans la plupart des histoires de Scooby-Doo, les éléments paranormaux se révèlent être des subterfuges, ce qui n'est pas le cas dans ce film.

## Synopsis
Daphné est invitée à venir participer à un concours d'arts martiaux au Japon. Là-bas, le Scooby-Gang se fait attaquer par le samouraï noir. Ils essayent donc de percer ce mystère.

## Fiche technique
- Titre : Scooby-Doo et le Sabre du samouraï
- Titre original : Scooby-Doo! and the Samurai Sword'
- Réalisation : Christopher Berkeley
- Scénario : Joe Sichta
- Musique : Thomas Chase
- Montage : Rob Desales
- Production : Joe Sichta
- Sociétés de production : Warner Bros. Animation
- Pays :  États-Unis
- Format : couleur
- Genre : Animation, aventure, comédie horrifique et fantastique
- Durée : 74 minutes
- Date de sortie : 2009

## Distribution

### Voix originales
Sauf indication contraire, les informations mentionnées dans cette section peuvent être confirmées par les bases de données cinématographiques IMDb et Allociné,  présentes dans la section « Liens externes ».Il s'agit du dernier film pour le doubleur Casey Kasem (Sammy) qui prend sa retraite à l'âge de 77 ans.
- Frank Welker : Fred Jones, Scooby-Doo
- Casey Kasem : Sammy Rogers
- Mindy Cohn : Véra Dinkley
- Grey DeLisle : Daphné Blake
- Kelly Hu : Miyumi, Mme Mirimoto
- Kevin Michael Richardson : Sojo, le Samourai Noir
- Sab Shimono : M. Takagawa
- Gedde Watanabe : Kenji
- Keone Young : Matsuhiro
- George Takei : vieux samouraï
- Brian Cox : dragon vert

### Voix françaises
- Éric Missoffe : Sammy Rogers / Scooby-Doo
- Mathias Kozlowski : Fred Jones
- Joëlle Guigui : Daphné Blake
- Caroline Pascal : Véra Dinkley